# Jens Als-Nielsen
Jens Aage Als-Nielsen (født 21. januar 1937 i Silkeborg) er en dansk fysiker, der er professor emeritus i eksperimentel fysik ved Københavns Universitet. Han har gennem sin karriere været en foregangsmand indenfor brugen af neutron- og røntgenstråling til studier af strukturelle omlejringer i faste stoffer.
Als-Nielsen er cand.polyt., blev dr.phil. i 1969 og var ansat ved Forskningscenter Risø fra 1961 til han i 1995 blev professor i eksperimentel fysik ved Københavns Universitet. Herfra blev han pensioneret i 2007.
I 1985 modtog han Hewlett-Packard-prisen. 
Han er far til musikeren Uffe Savery og skuespilleren Maria Savery. 